# Podomyrma gracilis
Podomyrma gracilis é uma espécie de formiga do gênero Podomyrma, pertencente à subfamília Myrmicinae.